# Bengálština
Bengálština (বাংলা bāṇlā) je indoárijský jazyk rozšířený v jižní Asii. Je jedním z následovníků sanskrtu, pálijštiny a prákrtů. Po asámštině je nejvýchodnějším jazykem indoevropské jazykové rodiny, k jejíž indoíránské větvi je řazena společně se již zmíněnou ásámštinou.

## Historie a rozšíření
S více než 200 miliony mluvčích je pátým nejpoužívanějším jazykem na světě. Zároveň je čtvrtým nejrozšířenějším jazykem z hlediska počtu rodilých mluvčích. Po hindštině jde také o druhý nejčastější jazyk Indie (nepočítaje angličtinu).
Díky bengálské renesanci v 19. a 20. století bylo mnoho děl z nejznámější indické literatury napsáno právě v bengálštině. V tomto jazyce byla vytvořena například díla Rabíndranátha Thákura – prvního Asijce, jemuž byla udělena Nobelova cena. Bengálci bylo vedeno také mnoho reformních náboženských, filozofických a politických hnutí té doby.
Dnes ji používá cca 207 000 000 lidí. Další 4 000 000 ji používají jako druhý jazyk. Lidé mluvící bengálsky žijí kromě hlavních oblastí (Bangladéš, Indie) i v zemích jako Malawi, Spojené arabské emiráty, Spojené království, USA, Saúdská Arábie, Singapur či Nepál.

## Charakteristika
Bengálština je flexivní jazyk – slova mění tvar podle větné souvislosti.
Slovosled, i když není zcela pevný, ji řadí mezi SOV jazyky (subject – object – verb), tedy nejdříve podmět, pak předmět a nakonec sloveso.
Fonetickou výbavu více méně sdílí s ostatními indoárijskými jazyky, významným rysem jsou přídechové varianty ražených souhlásek a zvláštní řada retroflexních hlásek t – th – d – dh – n. Zvláštností oproti příbuzným jazykům je chybějící rozdíl mezi b a v.

## Abeceda a výslovnost
Bengálština používá bengálské písmo, ve kterém každá souhláska obsahuje implicitní samohlásku (o) a případné jiné samohlásky se vyznačují diakritickými znaménky nad, pod, před nebo za souhláskou. Kromě toho existují i samostatné znaky pro samohlásky, které stojí na začátku slabiky.
Tradiční abecední pořadí písmen je podle fonetických vlastností, tedy nejdříve samohlásky, pak souhlásky, nejdříve ražené v pěti řadách podle místa tvorby (ka, ča, ṭa, ta, pa), v rámci řady vždy dvojice neznělých (bez přídechu a s přídechem), dvojice znělých a odpovídající nosová souhláska. Nakonec přicházejí polosamohlásky, sykavky a ostatní.
| bengálské písmo | অ | আ   | ই | ঈ | উ | ঊ | ঋ  | এ | ঐ  | ও | ঔ  | অং   | অঃ | ক | খ  | গ | ঘ  | ঙ  | চ | ছ  | জ  | ঝ   | ঞ | ট | ঠ  | ড | ড় | ঢ  | ঢ়  | ণ | ত | থ  | দ | ধ  | ন | প | ফ    | ব | ভ  | ম | য  | য় | র | ল | শ | ষ | স   | হ |
| samohlásky po k | ক | কা   | কি | কী | কু | কূ | কৃ  | কে | কৈ  | কো | কৌ  | কং   | কঃ |   |    |   |    |    |   |    |    |     |   |   |    |   |   |    |    |   |   |    |   |    |   |   |      |   |    |   |    |   |   |   |   |   |     |   |
| transliterace   | o | ā   | i | ī | u | ū | r̥  | e | oi | ō | ou | oñ  | ' | k | kh | g | gh | ng | č | čh | j  | jh  | ň | ṭ | ṭh | ḍ | ṛ | ḍh | ṛh | ṇ | t | th | d | dh | n | p | ph   | b | bh | m | y  | ŷ | r | l | ś | ṣ | s   | h |
| výslovnost      | ɔ | a/á | i | í | u | ú | ri | é | oj | ó | ou | n/m | h | k | kh | g | gh | ng | č | čh | dž | džh | ň | t | th | d | r | dh | rh | n | t | th | d | dh | n | p | ph/f | b | bh | m | dž | j | r | l | š | š | s/š | h |

- Implicitní samohláska se vyslovuje většinou jako zadní samohláska, buď [ɔ] jako v মত [mɔt̪] „názor“, nebo [o] jako v মন [mon] „mysl“, někdy i jako otevřenější [ɒ]. V přepisech do latinky se objevuje jako o nebo ô, ale můžeme se setkat i s přepisem a po vzoru ostatních indických jazyků a písem.
- Cerebrální souhlásky ট, ঠ, ড, ঢ, ণ se vyslovují tak, že se špička jazyka opře o horní měkké patro místo o zuby. (U ণ se ale tato výslovnost zachovala jen tam, kde za ní následuje jiná cerebrální souhláska, jinde už se vyslovuje jako obyčejné [n].)
- Znaménko  ং se nazývá onuššár (অনুস্বার) a má způsobovat nazalizaci samohlásky ve slabice, nad kterou se objeví. V praxi to obvykle znamená, že se na konci slabiky objeví nosová souhláska ze stejné řady, jako je počáteční souhláska následující slabiky (např. před k se objeví ng, před b se objeví m atd.)
- Znaménko  ঃ se nazývá bisorg (বিসর্গ) a označuje přídech za slabikou, za kterou se objeví.
- Znaménko  ্ se nazývá hosonto (হসন্ত, v sanskrtu nazývaný virám) a jeho připojení k souhlásce ruší inherentní o. V psaném textu se ale objevuje zřídka, protože pro zápis dvou a více po sobě jdoucích souhlásek se obvykle používají spřežky. hosonto má však nezastupitelnou roli při zpracování bengálštiny na počítači: uživatel zapíše třeba ka+hosonto+ša a teprve software zodpovědný za práci s fontem zařídí, že se místo těchto tří znaků objeví znak spřežky kša.
- Existují i případy, kdy se implicitní samohláska nevyslovuje, přestože není použito hosonto ani spřežka. Stává se to zejména na konci slova, ale i uvnitř, např. গামলা (gāmolā) se čte [ɡamla].

## Gramatika

### Podstatná jména
Podstatná jména rozlišují jednotné a množné číslo. V každém čísle mohou nabývat až čtyř různých tvarů podle užití ve větě a vztahu ke slovesu (pádové koncovky). U indických autorů se ovšem můžeme setkat s rozlišením šesti až osmi pádů (vibhakti) v souladu s tradiční gramatikou sanskrtu. V bengálštině jsou ale některé tyto „pády“ realizovány s pomocí záložky (postpozice) a tvary dativu a akuzativu se neliší vůbec.
|                          | Jednotné číslo                                       | Množné číslo                                  |
| Nominativ কর্তা kortā      | বালক bālok chlapec                                    | বালকেরা bālokerā chlapci                         |
| Akuzativ কর্ম kormo       | বালককে bālokoke chlapce                                | বালকদিগকে bālokodigoke chlapce                   |
| Genitiv সম্বন্ধ sombondho  | বালকের bāloker chlapce, chlapcův, chlapcova, chlapcovo | বালকদের bālokoder chlapců                       |
| Lokativ অধিকরণ odhikoroṇo | বালকে bāloke v chlapci, na chlapci                     | বালকদিগেতে bālokodigete v chlapcích, na chlapcích |

### Zájmena
Dvanáct osobních zájmen rozlišuje mluvnické kategorie osoby, úrovně zdvořilosti a čísla, nikoli však rodu. Důvěrné tykání ve druhé osobě se používá vůči dětem, sluhům a božstvům. Neutrální úroveň zhruba odpovídá českému tykání mezi přáteli, v ostatních případech se používá zdvořilá úroveň. Ve třetí osobě se použije zdvořilá úroveň, pokud hovoříme o někom, komu bychom vykali.
|          | Úroveň    | Jednotné číslo    | Množné číslo             |
| 1. osoba | neutrální | আমি āmi já         | আমরা āmrā my              |
| 2. osoba | důvěrná   | তুই tui ty         | তোরা tōrā vy               |
|          | neutrální | তুমি tumi ty        | তোমরা tōmrā vy             |
|          | zdvořilá  | আপনি āpni vy       | আপনারা āpnārā vy           |
| 3. osoba | neutrální | সে se on, ona, ono | তাহারা tāhārā oni, ony, ona |
|          | zdvořilá  | তিনি tini on, ona   | তাঁহারা tā̃hārā oni, ony      |

### Slovesa
Mluvnické číslo se ve větě pozná podle podmětu, např. podle osobního zájmena. Samotné slovesné tvary číslo nijak nerozlišují. Níže uvedené příklady obsahují zájmeno jako podmět (protože je z něj vidět osoba a stupeň zdvořilosti), toto zájmeno je v jednotném čísle, ale v množném čísle by tvary slovesa zůstaly stejné, stačilo by vyměnit zájmeno. Dále se vždy shodují zdvořilé tvary slovesa ve 2. a 3. osobě.

#### Prostý přítomný čas
|          | Úroveň    | Bengálsky | Transliterace          | Česky |
| 1. osoba | neutrální | আমি যাই     | āmi yāi [džái]         | jdu   |
| 2. osoba | důvěrná   | তুই যাস্     | tui yās                | jdeš  |
|          | neutrální | তুমি যাও     | tumi yāō               | jdeš  |
|          | zdvořilá  | আপনি যান    | āponi yāno [ápni džán] | jdete |
| 3. osoba | neutrální | সে যায়      | se yāŷo [džáj]         | jde   |
|          | zdvořilá  | তিনি যান     | tini yāno              | jde   |

#### Průběhový přítomný čas
Slovesný tvar se sice píše jako jedno slovo, ale vznikl spojením nedokonavého příčestí plnovýznamového slovesa (যাইতে) a určitého tvaru pomocného slovesa být (ছি, ছিস্, ছ, ছেন, ছে). „Právě jdu“ se tedy doslovně přeloží jako „jsem jdoucí“.
|          | Úroveň    | Bengálsky | Transliterace    | Česky       |
| 1. osoba | neutrální | আমি যাইতেছি   | āmi yāitečhi     | právě jdu   |
| 2. osoba | důvěrná   | তুই যাইতেছিস্  | tui yāitečhis    | právě jdeš  |
|          | neutrální | তুমি যাইতেছ   | tumi yāitečho    | právě jdeš  |
|          | zdvořilá  | আপনি যাইতেছেন | āponi yāitečheno | právě jdete |
| 3. osoba | neutrální | সে যাইতেছে    | se yāitečhe      | právě jde   |
|          | zdvořilá  | তিনি যাইতেছেন  | tini yāitečheno  | právě jde   |

#### Předpřítomný dokonavý čas
Slovesný tvar se sice píše jako jedno slovo, ale vznikl spojením dokonavého příčestí plnovýznamového slovesa (গিয়া) a určitého tvaru pomocného slovesa být (ছি, ছিস্, ছ, ছেন, ছে).
|          | Úroveň    | Bengálsky | Transliterace   | Česky       |
| 1. osoba | neutrální | আমি গিয়াছি    | āmi giŷāčhi     | už jsem šel |
| 2. osoba | důvěrná   | তুই গিয়াছিস্   | tui giŷāčhis    | už jsi šel  |
|          | neutrální | তুমি গিয়াছ    | tumi giŷāčho    | už jsi šel  |
|          | zdvořilá  | আপনি গিয়াছেন  | āponi giŷāčheno | už jste šel |
| 3. osoba | neutrální | সে গিয়াছে     | se giŷāčhe      | už šel      |
|          | zdvořilá  | তিনি গিয়াছেন   | tini giŷāčheno  | už šel      |

#### Neurčitý minulý čas
Tvoří se spojením dokonavého příčestí plnovýznamového slovesa (গিয়া) a minulého určitého tvaru pomocného slovesa být (ছিলাম, ছিলি, ছিলে, ছিলেন, ছিল).
|          | Úroveň    | Bengálsky | Transliterace     | Česky    |
| 1. osoba | neutrální | আমি গিয়াছিলাম  | āmi giŷāčhilāmo   | šel jsem |
| 2. osoba | důvěrná   | তুই গিয়াছিলি   | tui giŷāčhili     | šel jsi  |
|          | neutrální | তুমি গিয়াছিলে   | tumi giŷāčhile    | šel jsi  |
|          | zdvořilá  | আপনি গিয়াছিলেন | āponi giŷāčhileno | šel jste |
| 3. osoba | neutrální | সে গিয়াছিল    | se giŷāčhilo      | šel      |
|          | zdvořilá  | তিনি গিয়াছিলেন  | tini giŷāčhileno  | šel      |

#### Průběhový minulý čas
Tvoří se spojením nedokonavého příčestí plnovýznamového slovesa (যাইতে) a minulého určitého tvaru pomocného slovesa být (ছিলাম, ছিলি, ছিলে, ছিলেন, ছিল).
|          | Úroveň    | Bengálsky  | Transliterace      | Česky          |
| 1. osoba | neutrální | আমি যাইতেছিলাম  | āmi yāitečhilāmo   | právě jsem šel |
| 2. osoba | důvěrná   | তুই যাইতেছিলি   | tui yāitečhili     | právě jsi šel  |
|          | neutrální | তুমি যাইতেছিলে   | tumi yāitečhile    | právě jsi šel  |
|          | zdvořilá  | আপনি যাইতেছিলেন | āponi yāitečhileno | právě jste šel |
| 3. osoba | neutrální | সে যাইতেছিল    | se yāitečhilo      | právě šel      |
|          | zdvořilá  | তিনি যাইতেছিলেন  | tini yāitečhileno  | právě šel      |

#### Neurčitý budoucí čas
|          | Úroveň    | Bengálsky | Transliterace | Česky   |
| 1. osoba | neutrální | আমি যাইব    | āmi yāibo     | půjdu   |
| 2. osoba | důvěrná   | তুই যাইবি    | tui yāibi     | půjdeš  |
|          | neutrální | তুমি যাইবে    | tumi yāibe    | půjdeš  |
|          | zdvořilá  | আপনি যাইবেন  | āponi yāibeno | půjdete |
| 3. osoba | neutrální | সে যাইবে     | se yāibe      | půjde   |
|          | zdvořilá  | তিনি যাইবেন   | tini yāibeno  | půjde   |

#### Průběhový budoucí čas
Tvoří se analyticky pomocí nedokonavého příčestí plnovýznamového slovesa (যাইতে) a budoucího určitého tvaru pomocného slovesa být (থাকিব, থাকিবি, থাকিবে, থাকিবেন).
|          | Úroveň    | Bengálsky    | Transliterace         | Česky         |
| 1. osoba | neutrální | আমি যাইতে থাকিব   | āmi yāite thākibo     | právě půjdu   |
| 2. osoba | důvěrná   | তুই যাইতে থাকিবি   | tui yāite thākibi     | právě půjdeš  |
|          | neutrální | তুমি যাইতে থাকিবে   | tumi yāite thākibe    | právě půjdeš  |
|          | zdvořilá  | আপনি যাইতে থাকিবেন | āponi yāite thākibeno | právě půjdete |
| 3. osoba | neutrální | সে যাইতে থাকিবে    | se yāite thākibe      | právě půjde   |
|          | zdvořilá  | তিনি যাইতে থাকিবেন  | tini yāite thākibeno  | právě půjde   |

#### Přítomný rozkazovací způsob
|          | Úroveň    | Bengálsky | Transliterace | Česky     |
| 1. osoba | neutrální |           |               |           |
| 2. osoba | důvěrná   | তুই যা      | tui yā        | jdi       |
|          | neutrální | তুমি যাও     | tumi yāō      | jdi       |
|          | zdvořilá  | আপনি যান    | āponi yāno    | jděte     |
| 3. osoba | neutrální | সে যাউক, যাক্ | se yāuko, yāk | nechť jde |
|          | zdvořilá  | তিনি যাউন    | tini yāuno    | nechť jde |

#### Budoucí rozkazovací způsob
|          | Úroveň    | Bengálsky  | Transliterace    | Česky         |
| 1. osoba | neutrální |            |                  |               |
| 2. osoba | důvěrná   | তুই যাস্, যাইবি | tui yās yāibi    | pak jdi       |
|          | neutrální | তুমি যাইও     | tumi yāiō        | pak jdi       |
|          | zdvořilá  | আপনি যাইবেন   | āponi yāibeno    | pak jděte     |
| 3. osoba | neutrální | সে (যেন) যায়  | se (yeno) yāŷo   | nechť pak jde |
|          | zdvořilá  | তিনি (যেন) যান | tini (yeno) yāno | nechť pak jde |

#### Podmiňovací způsob
Tyto tvary se používají jednak pro vyjádření podmiňovacího způsobu, jednak pro opakovaný minulý čas (anglické I used to go).
|          | Úroveň    | Bengálsky | Transliterace | Česky                    |
| 1. osoba | neutrální | আমি যাইতাম   | āmi yāitāmo   | šel bych, chodíval jsem  |
| 2. osoba | důvěrná   |           |               |                          |
|          | neutrální | তুমি যাইতে    | tumi yāite    | šel bys, chodíval jsi    |
|          | zdvořilá  | আপনি যাইতেন  | āponi yāiteno | šel byste, chodíval jste |
| 3. osoba | neutrální | সে যাইত     | se yāito      | šel by, chodíval         |
|          | zdvořilá  | তিনি যাইতেন   | tini yāiteno  | šel by, chodíval         |

## Bengálské dialekty vBangladéši
- centrální (standardní) bengálština
- západní bengálština (Kharia Thar, Mal Paharia, Saraki)
- jihozápadní bengálština
- severní bengálština (Koch, Siripuria)
- Rajbangsi
- Bahe
- východní bengálština (Sylhetti)
- jihovýchodní bengálština (Chakma)
- Ganda
- Vanga

## Příklady

### Číslovky
| Číslice | Bengálsky | Transliterace | Česky |
| ১       | এক        | æk            | jeden |
| ২       | দুই        | dui           | dva   |
| ৩       | তিন        | tin           | tři   |
| ৪       | চার        | char          | čtyři |
| ৫       | পাঁচ        | pãch          | pět   |
| ৬       | ছয়        | chhôy         | šest  |
| ৭       | সাত        | shat          | sedm  |
| ৮       | আট        | aţ            | osm   |
| ৯       | নয়        | nôy           | devět |
| ১০      | দশ        | dôsh          | deset |

## Vzorový text

### Všeobecná deklarace lidských práv
| bengálsky   | সমস্ত মানুষ স্বাধীনভাবে সমান মর্যাদা এবং অধিকার নিয়ে জন্মগ্রহণ করে।তাঁদের বিবেক এবং বুদ্ধি আছে সুতরাং সকলেরই একে অপরের প্রতি ভ্রাতৃত্বসুলভ মনোভাব নিয়ে আচরণ করা উচিত্।                                                                                     |
| transkripce | Shômôstô manush shadhinbhabe shôman môrjada ebông ôdhikar niye jônmôgrôhôn kôre. Tãder bibek ebông buddhi achhe; shutôrang shôkôleri êke ôpôrer prôti bhratrittôsulôbh mônobhab niye achôrôn kôra uchit. |
| česky       | Všichni lidé se rodí svobodní a sobě rovní co do důstojnosti a práv. Jsou nadáni rozumem a svědomím a mají spolu jednat v duchu bratrství.                                                               |